# Kanton Baugé
Kanton Baugé (fr. Canton de Baugé) je francouzský kanton v departementu Maine-et-Loire v regionu Pays de la Loire. Tvoří ho 15 obcí.

## Obce kantonu
- Baugé
- Bocé
- Chartrené
- Cheviré-le-Rouge
- Clefs
- Cuon
- Échemiré
- Fougeré
- Le Guédéniau
- Le Vieil-Baugé
- Montpollin
- Pontigné
- Saint-Martin-d'Arcé
- Saint-Quentin-lès-Beaurepaire
- Vaulandry